# پارک ته جون (تکواندوکار)
پارک ته جون (کره‌ای: 박태준؛ زادهٔ ۶ ژوئن ۲۰۰۴) ورزشکار تکواندو اهل کره جنوبی است. او در بازی‌های المپیک تابستانی ۲۰۲۴ برندهٔ مدال طلا شد.
وی در مسابقات کشوری و بین‌المللی در مجموع برندهٔ ۵ مدال طلا، ۱ مدال نقره، ۱ مدال برنز شده است.